# Wushu nos Jogos Asiáticos de Artes Marciais de 2009
As competições de wushu (kung fu) nos Jogos Asiáticos de Artes Marciais de 2009 ocorreram entre 5 e 8 de agosto. Onze eventos foram disputados.

## Calendário
| Agosto | 1 | 2 | 3 | 4 | 5 | 6 | 7 | 8 | 9 | Finais |
| ------ | - | - | - | - | - | - | - | - | - | ------ |
| Wushu  |   |   |   |   | 2 | 1 |   | 8 |   | 11     |

## Quadro de medalhas
| Ordem | País           | Medalha de ouro | Medalha de prata | Medalha de bronze |    |
| ----- | -------------- | --------------- | ---------------- | ----------------- | -- |
| 1     | China          | 6               |                  |                   | 6  |
| 2     | Tailândia      | 2               | 1                | 2                 | 5  |
| 3     | Filipinas      | 1               | 2                | 1                 | 4  |
| 4     | Vietname       | 1               | 1                | 2                 | 4  |
| 5     | Coreia do Sul  | 1               | 1                | 1                 | 3  |
| 6     | Índia          |                 | 4                | 1                 | 5  |
| 7     | Indonésia      |                 | 1                | 2                 | 3  |
| 8     | Myanmar        |                 | 1                | 1                 | 2  |
| 9     | Hong Kong      |                 |                  | 3                 | 3  |
| 10    | Paquistão      |                 |                  | 2                 | 2  |
| 11    | Laos           |                 |                  | 1                 | 1  |
| 11    | Nepal          |                 |                  | 1                 | 1  |
| 11    | Sri Lanka      |                 |                  | 1                 | 1  |
| 11    | Turquemenistão |                 |                  | 1                 | 1  |
| TOTAL | TOTAL          | 11              | 11               | 19                | 41 |

## Medalhistas
| Evento                                                              | Ouro                             | Prata                           | Bronze                                                                   |
| Duilian combate com aparelhos masculino (detalhes[ligação inativa]) | CHN China                        | INA Indonésia                   | HKG Hong Kong THA Tailândia                                              |
| Duilian combate com aparelhos feminino (detalhes[ligação inativa])  | CHN China                        | VIE Vietnã                      | HKG Hong Kong IND Índia                                                  |
| Duilian mãos livres masculino (detalhes[ligação inativa])           | VIE Vietnã                       | INA Indonésia                   | SRI Sri Lanka                                                            |
| Sanshou até 52 kg masculino (detalhes)                              | THA Tailândia Khwanyuen Chanthra | IND Índia Gulshan               | PHI Filipinas Dembert Arcita MYA Mianmar Wai Yan Lin                     |
| Sanshou até 56 kg masculino (detalhes)                              | KOR Coreia do Sul Kim Jun-Yul    | THA Tailândia Apisak Rongpichai | LAO Laos Po Seuyalom HKG Hong Kong Wong Ting Hong                        |
| Sanshou até 60 kg masculino (detalhes)                              | CHN China Zhang Dajun            | KOR Coreia do Sul Yu Hyeon-Seok | PAK Paquistão Syed Maratab Ali Shah INA Indonésia Rahmat Junaidi Sukamto |
| Sanshou até 65 kg masculino (detalhes)                              | CHN China Zhang Junyong          | PHI Filipinas Mark Eddiva       | TKM Turcomenistão Kurbangeldi Atageldiyev VIE Vietnã Nguyen Van Tuan     |
| Sanshou até 48 kg feminino (detalhes)                               | THA Tailândia Chutdao Chaimala   | IND Índia Sanathoi Devi Yumnam  | KOR Coreia do Sul Kim A-Ri VIE Vietnã Nguyen Thi Bich                    |
| Sanshou até 52 kg feminino (detalhes)                               | PHI Filipinas Mary Jane Estimar  | MYA Mianmar Si Si Sein          | PAK Paquistão Nazia Parvaiz THA Tailândia Kanjana Posuwon                |
| Sanshou até 56 kg feminino (detalhes)                               | INA Indonésia Moria Manalu       | CHN China Zhang Hua             | IND Índia Sandhyaran Devi                                                |
| Sanshou até 60 kg feminino (detalhes)                               | CHN China Gao Jingjing           | PHI Filipinas Mariane Mariano   | NEP Nepal Jharana Gurung                                                 |